# وایسه الستر
وایسه الستر رودی است که از جمهوری چک سرچشمه می‌گیرد و به ساله (رود) می‌ریزد. این رود از کشور آلمان می‌گذرد.

## نگارخانه

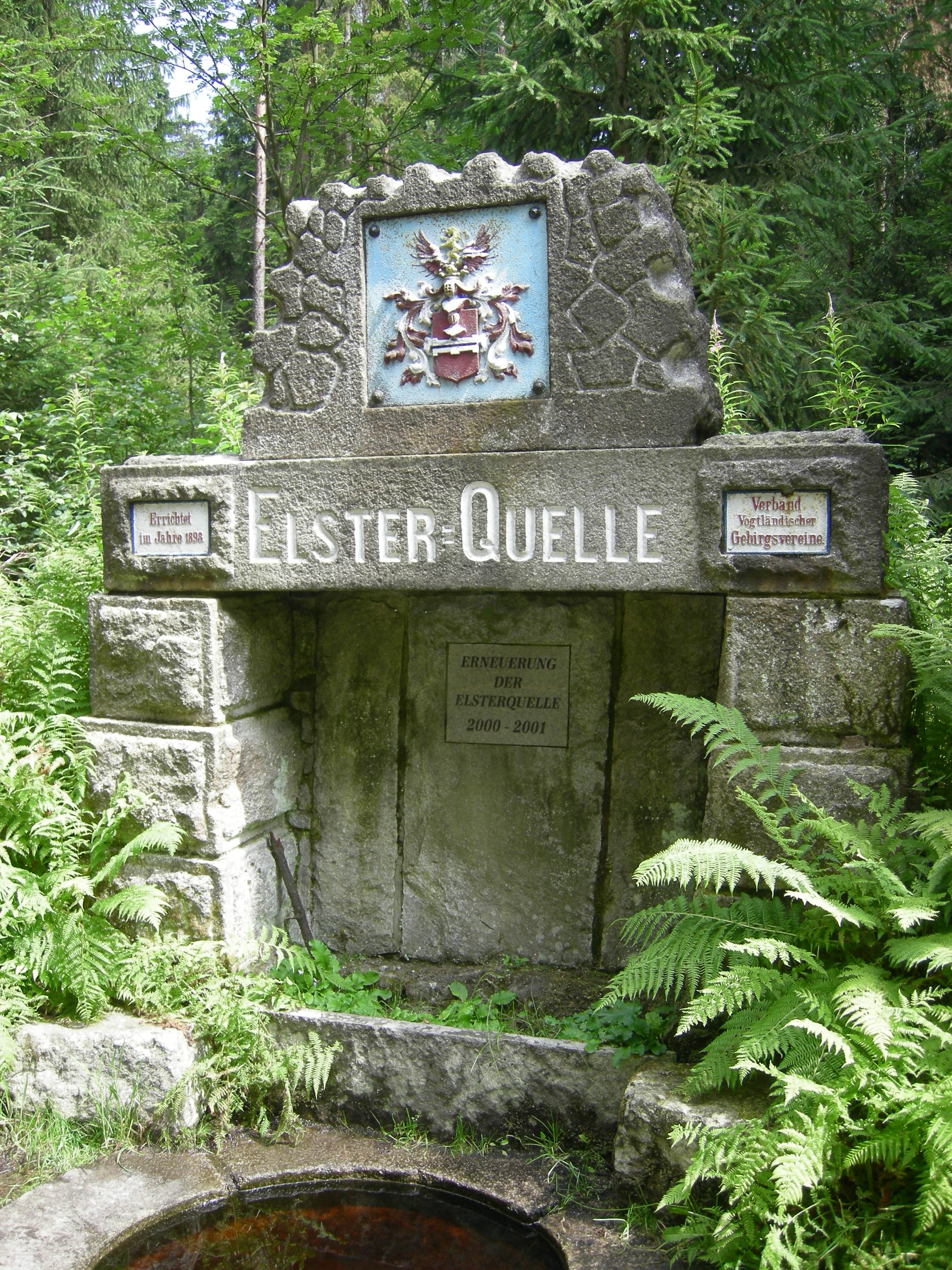